# Sean Dunphy
Sean Dunphy (30 de novembro de 1937 - 17 de maio de 2011)foi um cantor irlandês que representou a Irlanda no Festival Eurovisão da Canção 1967 com o tema  "If I Could Choose" que terminou em segundo lugar. Ele foi o primeiro cantor irlandês a gravar em Nashville. 
Dunphy tornou-se famoso no seu país como vocalista  da banda The Hoedowners, uma  showband liderada pelo trompetista Earl Gill. Entre 1966 e 1973, catorze singles de  Sean Dunphy e da banda  Hoedowners entraram para o top irlandês de vendas  Irish Charts incluindo  em 1969, os que atingiram o n.º 2 do referido top: "Lonely Woods of Upton" ed "When The Fields Were White With Daisies". Nos finais da década de 1970, Dunphy teve dois grandes sucesso como artista a solo.
Apesar dos seus problemas de saúde relacionados com o coração que obrigaram a uma intervenção cirúrgica em 2007, , Sean Dunphy continuou a dar concertos ao vivo. Em março de 2009, ele cantou vários dos seus êxitos num concerto no National Concert Hall. O seu filho Brian da banda irlandesa The High Kings.

## Discografia

### Sean Dunphy e the Hoedowners
| Ano  | Single                                    | Top de vendas |
| Ano  | Single                                    | IRE           |
| ---- | ----------------------------------------- | ------------- |
| 1966 | "Wonderful World of My Dreams"            | 3             |
| 1966 | "Showball Crazy"                          | 2             |
| 1967 | "4033"                                    | 17            |
| 1967 | "If I Could Choose"                       | 2             |
| 1967 | "Talking Love"                            | 13            |
| 1968 | "Two Loves"                               | 2             |
| 1968 | "Christmas Polka"                         | 2             |
| 1969 | "Lonely Woods of Upton"                   | 1             |
| 1969 | "When the Fields Were White with Daisies" | 1             |
| 1970 | "The Old Fenian Green"                    | 5             |
| 1970 | "The Old Refrain"                         | 19            |
| 1972 | "There's an Island in the Sun"            | 10            |
| 1972 | "Michael Collins"                         | 12            |
| 1973 | "Pal of My Cradle Days"                   | 3             |

### Sean Dunphy solo
| Ano  | Single                          | Top de vendas | Top de vendas | Top de vendas |
| Ano  | Single                          | CAN Country   | CAN AC        | IRE           |
| ---- | ------------------------------- | ------------- | ------------- | ------------- |
| 1972 | "Fields of Green"               | —             | 3             | —             |
| 1972 | "And the Old House Died"        | 47            | —             | —             |
| 1972 | "The Great White Horse"         | 23            | —             | —             |
| 1977 | "Santa Claus Is Coming Tonight" | —             | —             | 14            |
| 1979 | "Rosie"                         | —             | —             | 30            |